# Toranja
Toranja est un groupe de pop rock portugais qui a été fondé en 2000 à Estoril.
Le groupe a été révélé en 2003 grâce à son single Carta, une ballade rock, et depuis a beaucoup de succès au Brésil.

## Membres
- Tiago Bettencourt : Voix/Guitare

- Ricardo Frutoso : Guitare

- Dodi : Bass

- Rato : Batterie

## Discographie
2003:Esquissos
2005:Segundo

## Lien
- Toranja